# Antoine Trouvain
Antoine Trouvain, né en 1652 à Montdidier et mort le 18 mars 1708 à Paris, est un graveur, éditeur et marchand d’estampesfrançais.

## Biographie
Antoine Trouvain est le fils d'Alexandre Trouvain, laboureur, et de Marguerite Grégoire. Il a aussi un frère nommé Charles Trouvain.
Il épouse Élisabeth de Nogent, fille d'Antoine de Nogent, marchand et libraire, et de Catherine Boucachu, le 25 mars 1680 en l'église Saint-Étienne-au-Mont. Lors de la cérémonie on note la présence des imprimeurs du roi et libraires Pierre Le Petit et Frédéric Léonard, du graveur Charles Trouvain et du graveur Louis Cossin (d). Le couple a au moins six enfants : le 8 septembre 1681 naît Catherine-Marie ; le 26 octobre 1682 naît Gabrielle ; le 3 novembre 1686 naît Antoine ; Jacques-Antoine naît à date non connue et le 13 février 1688 naît Nicolas. Il est également le parrain de Antoine-Jean-Baptiste Scotin (né le 13 avril 1704), fils de Jean-Baptiste Scotin, un graveur en taille-douce parisien avec lequel il collabore.
Il est l’élève de Gérard Edelinck à partir de l'année 1676. Grâce à son enseignement, il devient un excellent portraitiste. Au début des années 1680, tout en exécutant des planches destinées au commerce, il complète le travail de son maître en terminant ses gravures. Il ouvre son propre commerce quelques années plus tard. Le 30 juin 1686, il prend en apprentissage pour deux ans Etienne Jahandier, moyennant cent quarante-quatre livres.
Le 31 décembre 1692, il signe la convention contre Roze et les imprimeurs en taille-douce.
Le 29 mars 1697, sont saisies chez lui deux presses appartenant à Antoine Malbouré qui contrevenait ainsi à l'article IX des statuts des maîtres imprimeurs en taille-douce.
Antoine Trouvain meurt le 18 mars 1708 à Paris et ses obsèques sont célébrées le lendemain à Saint Séverin à Paris. Son lieu de sépulture ainsi que les causes de sa mort ne sont pas connues. L'inventaire après décès de ses biens est dressé à partir du 22 mai 1708, les experts étant Gaspard Duchange et Guillaume Montbard.

## Travail d'éditeur
À la suite de son apprentissage auprès de Gérard Edelinck, il ouvre son commerce rue Saint Jacques au Grand Monarque, attenant les Mathurins, à Paris, dans l’actuel 5e arrondissement. Le 25 mars 1696, il loue à la fabrique de Saint-Séverin la maison du Paon blanc, rue Saint-Jacques, pour six ans et trois cent vingt ivres par an, bail qu'il renouvelle le 8 décembre 1701 moyennant trois cent soixante livres par an. Sur la maison du Paon, il appose comme enseigne commerciale Le Grand Monarque. Sa veuve renouvelle à son tour le bail le 17 juin 1708, mais elle abandonne le métier et transfère le bail à Gabrielle Landry dès le 22 juin 1708. Son adresse est visible au bas de chaque œuvre produite ou éditée par ses soins (« A Paris Chez A. Trouvain rue St Jacques au Grand Monarque avec privilège du Roy »).

### Estampes
Liste non-exhaustive d'œuvres éditées par Antoine Trouvain :  
- Clôtures de chapelle, suite de six feuilles en largeur avec des personnages en costume du temps, 15,1 × 21,9 cm, vers 1670[8].
- Lambris à l'italienne, suite de six feuilles en hauteur, 22,2 × 15,1 cm, vers 1670[9].
- Vases, suite de six feuilles en hauteur où, à l'exception de la première les vases sont présentés devant des paysages[9].
- Estampe anonyme, Louis Le Grand Roy de France, vers 1680[10].
- Charles-Louis Simonneau, La Nativité, estampe au burin, 52,3 × 59,2 cm, XVIIe siècle[11].

### Almanachs
Liste non-exhaustive d'almanachs éditées par Antoine Trouvain :
- La Loye publique ou la Reception du Roy a l'Hostel de ville par Monsieur le Prévost des marchands et Mrs les Echevins de la ville de Paris, Almanach pour l'année bissextile M.DC.LXXXVIII, estampe, vers 1688.
- LANGLOIS Jacques et TROUVAIN Antoine, Le camp de Coudun, gravure, vers 1699[12].
- Cérémonie observées à Paris pour l'érection de la Statue équestre de Louis le Grand élevée en L'honneur de (...), eau-forte et burin, vers 1700[13].
- Le Roy accepte le testament du feu Roy catholique Charles II. Et déclare Monseigneur le duc d'Anjou Roy d'Espagne sous le nom de Philippe V à Versailles le XVI novembre M.D.CC, Almanach pour l'an de grâce M.DCCI, estampe, vers 1701[14].
- Réception faite par Philippe V, Roy d'Espagne à la princesse de Savoye son épouse, à Figuires en Catalogne, Almanach pour l'an de grâce M.DCCII, estampe, vers 1702[15].
- Accueil du roi à Monseigneur le duc de Bourgogne au retour de Brisac, Almanach pour l'an de grâce de M.DCCIV, estampe, le 22 septembre 1703[16].
- La prise de la ville de Verue par l'armée du Roy, Almanach pour l'an de grâce M.DCCVI, estampe, vers 1706[17].
- L'Heureuse naissance du prince des Asturies, fils de Philippe V roi d'Espagne et de Marie-Louise, Almanach pour l'année bissextile M.DCCVIII, vers 1708[18].
- La cérémonie du mariage de Monseigneur le duc de Bourgogne avec Madame la princesse de Savoie dans la Chapelle de Versailles, Almanach pour l'an de grâce M.DCCVIII, burin et eau-forte, vers 1708[19].
- Prise de la ville de Tortoise par les armées de France et d'Espagne, Almanach pour l'an de grâce M.DCCIX, vers 1709 (œuvre posthume)[20].

## Œuvres

### LesAppartements

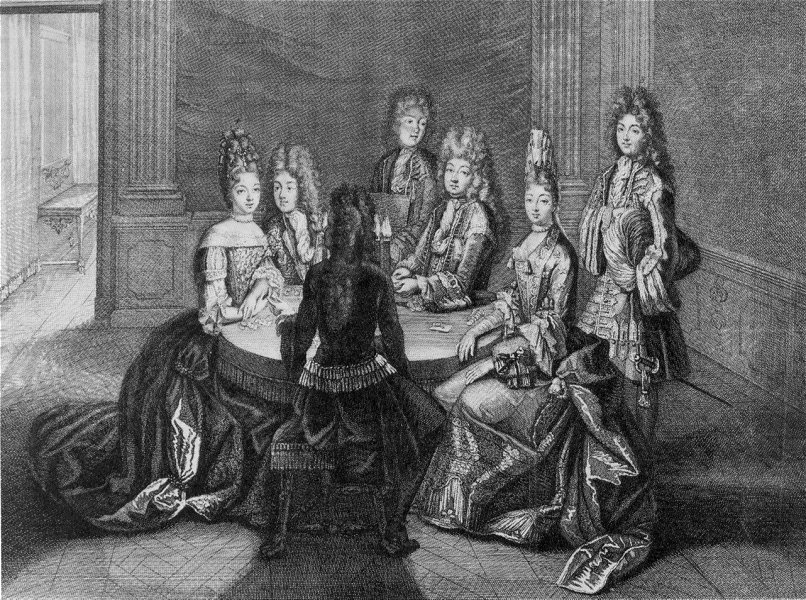
La seconde Chambre des Appartements, estampe,, XVIIe siècle.

De 1694 à 1698, Antoine Trouvain réalise une série de six gravures consacrées aux appartements de Louis XIV : Premier Appartement : Les Enfants royaux jouant aux Portiques, Seconde chambre des appartements : le jeu de cartes, Troisième appartement : le Roi jouant au billard, Quatrième chambre des Appartements : le Solo de musique, Un concert dans la Cinquième chambre des Appartements, Sixième chambre des Appartements. Cette série consacrées aux Appartements ou plutôt aux Grand Appartements est en réalité consacrée aux salons dits de l'Abondance, de Vénus, de Diane, de Mars, de Mercure, d'Apollon et de la Guerre. On y retrouve également la Grande Galerie et le salon de la Paix. Ces espaces se situent en face de la terrasse nord du palais de Versailles. Néanmoins, ce terme d'Appartement fait aussi écho aux réceptions organisées, trois fois par semaine, par le roi Louis XIV à sa Cour. L'artiste y met en scène les distractions que le roi donne à cette dernière.
Cette série de gravures fut très recherchée parmi les collectionneurs.

### Les portraits
Grâce à l'enseignement de Gérard Edelinck, Trouvain se spécialise dans l'art du portrait. Les œuvres gravées jusqu'en 1693 le sont sous la direction de son maitre. On y retrouve l'influence des graveurs flamands venus en France à la fin du XVIIe siècle : « le soin qu'il donna au dessin des têtes attestait des études sérieuses et une intelligence de l'art que ses premiers ouvrages étaient incapables de pressentir ».
Liste non-exhaustive de portraits édités ou réalisés par les soins d'Antoine Trouvain :
- Revers de médailles à la gloire de Louis-le-Grand, estampe, vers 1678[29].
- Minerve assise sur un trophée d'armes tient devant elle son bouclier sur lequel sont gravées des devises relatives à la paix de Nimègue, estampe, vers 1678-1679[30].
- Pierre Rouillé, d'après Jacques Galliot, vers 1687.
- Claude du Molinet, d'après Claude du Molinet, vers 1689.
- Pierre Simon, d'après Tortebat, vers 1693.
- Robert de Cotte, d'après Tortebat, vers 1693.
- Portrait de Charles Maurice Le Tellier, archevesque de Reims, en pied, estampe, vers 1694[31].
- Daniel Huet, vers 1698.
- Père La Chaise, vers 1698.
- Jean Pesne, vers 1698.
- Vauban, vers 1699.
- François-Michel de Verthamon, d'après Rigaud, vers 1699[32].
- Portrait du R.P. François de la Chaise, estampe, vers 1701[33].
- Jean Jouvenet, d'après Jean Jouvenet, gravure au burin, 34 × 38,6 cm, vers 1707[34].
- René-Antoine Houasse, d'après Tortebat, gravure, 36 × 25,3 cm, vers 1707[34].

#### Les gravures de mode et les portraits de cour
À partir de l'année 1694, Trouvain entreprend une série prolifique de gravures et d'estampes sur des Portraits de la Cour en mode mettant en scène la famille royale ainsi que des personnages de la cour du roi de France, mais aussi des personnages de la cour d'Angleterre, vêtus en habits de mode. Il réalise de nombreux portraits et attitudes du Roi, possédant une « valeur documentaire égale, parfois supérieure à bien des peintures officielles ». Avec l'essor de la gravure de mode au XVIIe siècle, apparait une imagerie véhiculant l'idée d'une réussite sociale. Ces œuvres permettent la diffusion, à travers l'Europe, des tendances vestimentaires de la Cour du Roi Soleil.
Liste non-exhaustive de gravures de mode et de portraits de cour édités ou réalisés par les soins d'Antoine Trouvain :
- Le Mariage de Marie de Médicis, d'après Nattier (dessinateur du modèle) et Rubens (peintre du modèle), estampe, vers 1600[36].
- Marie Anne Stuart Princesse d'Orange, estampe, 30 × 20 cm, vers 1694[37].
- Madame de la Ferté, estampe, 30 × 20 cm, vers 1694[38].
- Madame la Marquise dangeau a sa Toillette, estampe, 30 × 20 cm, vers 1694[39].
- Monsieur le Duc de Chaunes Gouverneur de Bretagne, estampe, 30 × 20 cm, vers 1694[40].
- Madame la Comtesse d'Olonne estant a l'Eglise, estampe, 30 × 20 cm, vers 1694[41].
- Madame la Duchesse du Lude, estampe, 30 × 20 cm, vers 1694[42].
- François de Montmorency Duc du Luxembourg Marechal de France, estampe, 30 × 20 cm, vers 1694[43].
- Messire Jean Baptiste Michel Colbert archevêque de Toulouze, estampe, 30 × 20 cm, vers 1694[44].
- Monsieur le Duc de Vendôme, estampe, 30 × 20 cm, vers 1694[45].
- Monsieur, estampe, 30 × 20 cm, vers 1694[46].
- Marie-Marguerite de Cossé, Duchesse et Maréchale de Villeroy, estampe, 30 × 20 cm, vers 1694[47].
- Madame la Marquise de Richelieu, estampe, 20 × 30 cm, vers 1694[48].
- Madame la Duchesse de Chartre, estampe, 30 × 20 cm, vers 1694[49].
- Monsieur le Duc de Chartre, estampe, 30 × 20 cm, vers 1694[50].
- Madame la Duchesse d'Humieres en habit de bal, estampe, 30 × 20 cm, vers 1694[51].
- Madame Eleonore d'Este Reyne d'Angleterre, estampe, 30 × 20 cm, vers 1694[52].
- Monsieur le Prince de Conty, estampe, 30 × 20 cm, vers 1694[53].
- Jacques 2nd Roy d'Angleterre, estampe, 29,3 × 20 cm, 1694[54].
- Madame, estampe, 30 × 20 cm, vers 1694[55].
- Madame de Montespan, estampe, 30 × 20 cm, vers 1694[56].
- Elizabeth de Bichy, marquise d'Ecost, en pied, estampe, 30 × 20 cm, vers 1694[57].
- Portrait de Guillaume Henry de Nassau, prince d'Orange, pied, estampe, 30 × 20 cm, vers 1694[58].
- Madame la Marquise de Polignac, estampe, 30 × 20 cm, vers 1694[59].
- M.lle de la Varenne en habit d'esté, estampe, 30 × 20 cm, vers 1694[60].
- Madame la Marquise de Florensac, en pied, estampe, 30 × 20 cm, vers 1694[61].
- Le Prince de Galles, estampe, 30 × 20 cm, vers 1694[62].
- Madame de Maintenon, estampe, 30 × 20 cm, vers 1694[63].
- Madame la Duchesse de Bouillon en deshabillé negligé Sur un Sopha, estampe, 30 × 20 cm, vers 1694[64].
- Mademoiselle, estampe, 30,4 × 20 cm, vers 1694[65].
- Madame LCDC estant à l'église, estampe, vers 1695[66].
- Madame la Duchesse de la Feuillade, estampe, vers 1695[67].
- Mademoiselle d'Armagnac en Robe de Chambre (2e état), eau-forte et burin, 27,4 × 19,1 cm, vers 1695[68].
- Madame de Maintenon, estampe, 30 × 20 cm, vers 1695[69].
- Madame la Duchesse de Roquelaure en habit d'Esté, estampe, 30 × 20 cm, 1695[70].
- Le révérend père de la Chaise, confesseur du Roy, en pied, estampe, vers 1695[71].
- Madame la Marquise de Rochebaron en habit d'Esté, estampe, 30 × 20 cm, vers 1695[72].
- Madame LCDC estant e l'Eglise, estampe, 30 × 20 cm, vers 1695[73].
- Monsieur l'abbé en habit d'hiver, estampe, 30 × 20 cm, vers 1695[74].
- Louis le Dauphin de France, estampe, 30,2 × 20,5 cm, vers 1695[75].
- Madame la Princesse de Rohan, estampe, 30 × 20 cm, vers 1696[18].
- Madame la Duchesse de Villeroy, estampe, 30 × 30 cm, vers 1696[76].
- Ambassadeur du Roy du Maroc, estampe, 6 février 1699[77].
- La famille de Lorraine, estampe, 43,5 × 35 cm, XVIIe siècle[78].
- Louis Auguste de Bourbon Duc du Maine, estampe, 30 × 20 cm, XVIIe siècle[79].
- Madame la Duchesse de Bournonville, estampe, 30 × 20 cm, XVIIe siècle[80].
- Madame de Soissons en Robe de Chambre, estampe, 30 × 20 cm, XVIIe siècle[81].
- Naumachie donnée à l'occasion du mariage de M.A Savoie et du duc de Bourgogne, estampe, XVIIe siècle[82].
- La Majorité du Roy Louis XIII, estampe, vers fin du XVIIe siècle[83].
- Madame la Duchesse de Foix, estampe, 30 × 20 cm, vers fin du XVIIe siècle.

#### Lesdames et hommes de qualité
Nombreuses sont les figures des XVIIe et XVIIIe siècles dont le titre contient l'adjectif « qualité », dans le but de faire valoir un mode de vie désirable, rappelant les hautes sphères d'une société entièrement hiérarchisée.
Liste non-exhaustive de figures dites de qualité éditées ou réalisées par d'Antoine Trouvain :
- Dame de qualité jouant de la Guitare, estampe, 30 × 20 cm, vers 1694[84].
- Femme de qualité en deshabillé negligé, estampe, 30 × 20 cm, vers 1695[85].
- Femme de qualité en deshabillé reposant sur un lit a la Duchesse, estampe, 30 × 20 cm, vers 1695[86].
- Homme de qualité estant à l'Eglise, estampe, 20 × 30 cm, XVIIe siècle[87].
- Homme de qualité jouant du tympanon, estampe, 30 × 20 cm, XVIIe siècle[88].

## Distinction

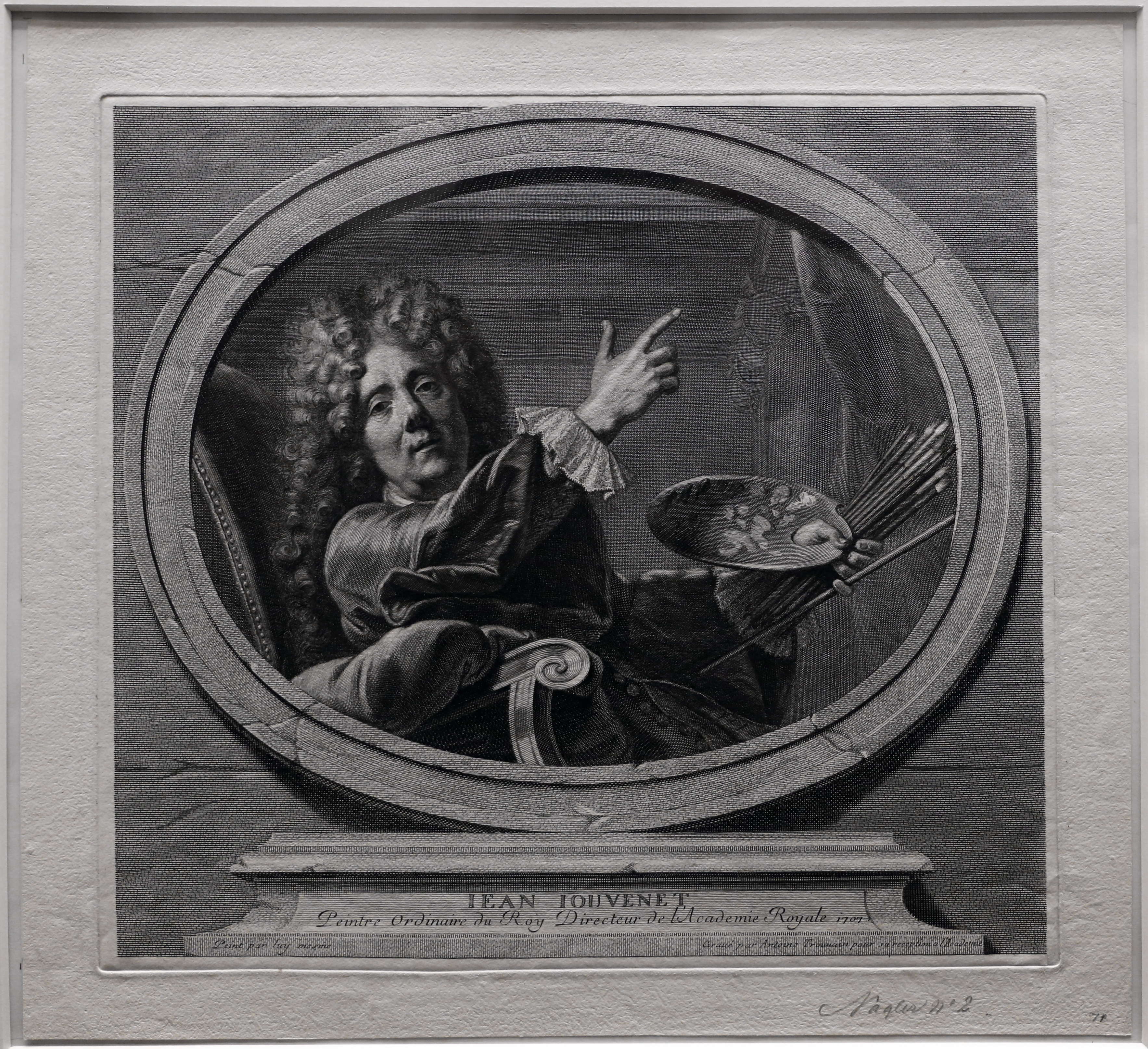
Jean Jouvenet, peintre ordinaire du Roy, directeur de l'Académie Royale, gravure au burin,, vers 1707.

Son travail n'est reconnu qu'à la fin de sa vie, puisque c'est le 30 juillet 1707, qu'il est reçu à l'Académie royale de peinture et de sculpture. Cette dernière lui demande de fournir deux pièces de réception. La première est un portrait gravé représentant le peintre Jean Jouvenet, selon le souhait d'Antoine Coysevox, alors directeur de l'Académie. Le second est un portrait gravé de René-Antoine Houasse, d'après Jean Tortebat.